# Svetica (Gradišće, Austrija)
Svetica (njemački: Unterfrauenhaid, mađarski: Lók) je tržni grad u austrijskoj saveznoj državi Gradišće, administrativno pripada Kotaru Gornja Pulja. 

## Stanovništvo
Svetica prema podacima iz 2010. godine ima 678 stanovnika. 1910. godine je imala 599 stanovnika većinom Nijemca.  Prema materinjem jeziku po podacima iz 2001. godine 624 stanovnika priča njemački, 8 gradišćanskohvatski, 10 mađarski i 115 ostalih.

## Vanjske poveznice
- Internet stranica naselja